# Mindaugas Bilius
Mindaugas Bilius (13 de febrero de 1982) es un deportista lituano que compitió en atletismo adaptado. Ganó dos medallas en los Juegos Paralímpicos de Río de Janeiro 2016.

## Palmarés internacional
| Juegos Paralímpicos | Juegos Paralímpicos     | Juegos Paralímpicos | Juegos Paralímpicos |
| Año                 | Lugar                   | Medalla             | Prueba              |
| ------------------- | ----------------------- | ------------------- | ------------------- |
| 2016                | Río de Janeiro (Brasil) | Medalla de oro      | Peso F37            |
| 2016                | Río de Janeiro (Brasil) | Medalla de plata    | Disco F37           |